# Таунс, Чарлз Хард
Чарлз Хард Та́унс (англ. Charles Hard Townes; 28 июля 1915, Гринвилл, Южная Каролина — 27 января 2015, Окленд, Калифорния) — американский физик, лауреат Нобелевской премии по физике (1964).
Член Национальной академии наук США (1956), иностранный член Лондонского королевского общества (1976), Российской академии наук (1994).

## Биография
Родился в Гринвилле, там же учился, в 1935 году окончил Фурманский университет, в 1939 году — Калифорнийский технологический институт. В 1939—1948 годах он работал в фирме «Белл телефон», в 1948—1961 годах — в Колумбийском университете (с 1950 года в должности профессора). В 1961—1966 годах Таунс являлся профессором и президентом Массачусетского технологического института, с 1967 года возглавлял физический отдел Калифорнийского университета (Беркли). В 1967 году он был избран президентом Американского физического общества.
Христианин баптистского вероисповедания.

## Научная деятельность
Основные труды Таунса посвящены радиоспектроскопии, квантовой электронике и её приложениям, нелинейной оптике, радиоастрономии. Независимо от А. М. Прохорова и Н. Г. Басова выдвинул идею нового принципа генерации и усиления электромагнитных волн и на его основе совместно с сотрудниками создал первый квантовый генератор — мазер на аммиаке (1954). В 1958 году совместно с А. Шавловым обосновали и запатентовали возможность создания оптического квантового генератора (лазера). В 1964 «за фундаментальные работы в области квантовой электроники, которые привели к созданию излучателей и усилителей на лазерно-мазерном принципе», Таунс совместно с Н. Г. Басовым и А. М. Прохоровым был удостоен Нобелевской премии по физике.
Созданные лазеры Таунс применил для высокоточной проверки эффектов теории относительности, для проведения исследований в области биологии и медицины. В области нелинейной оптики Таунс обнаружил вынужденное рассеяние Мандельштама — Бриллюэна, ввел представление о критической мощности пучка света и явлении самофокусировки (1964), которое можно использовать в волноводной технике, экспериментально наблюдал эффект автоколлимации света (1966).
Таунс применил методы квантовой электроники и нелинейной оптики в астрофизике и совместно с другими в 1969 году открыл мазерный эффект в космосе (излучение космических молекул воды на длине волны 1,35 см).
В апреле 2014 года Таунс в интервью журналистке Энни Джейкобсен сообщил, что на изобретение лазера его вдохновила прочитанная книга А. Н. Толстого «Гиперболоид инженера Гарина» (в английском переводе — «The Garin Death Ray» — вышла в 1936 году).
Сестра Таунса Аурелия в 1951 году вышла замуж за его коллегу Артура Шавлова.

## Награды
- 1955 — Стипендия Гуггенхайма[7]
- 1958 — Премия Комстока
- 1959 — Премия памяти Рихтмайера
- 1959 — Премия Морриса Либманна
- 1959, 1962 — Медаль Стюарта Баллантайна
- 1961 — Премия Румфорда
- 1961 — Премия Джона Карти
- 1963 — Медаль Юнга[англ.]
- 1963 — Медаль Джона Скотта
- 1964 — Нобелевская премия по физике
- 1967 — Медаль почёта IEEE
- 1970 — Медаль Вильгельма Экснера
- 1971 — Лекция Карла Янского
- 1979 — Международная золотая медаль Нильса Бора
- 1982 — Национальная научная медаль США
- 1996 — Медаль Фредерика Айвса
- 1998 — Премия Генри Норриса Рассела
- 2000 — Большая золотая медаль имени М. В. Ломоносова
- 2000 — Премия основателей NAE
- 2002 — Медаль Карла Шварцшильда
- 2005 — Темплтоновская премия
- 2006 — Премия Вэнивара Буша
- 2010 — Золотая медаль SPIE
- 2012 — Премия «Золотой гусь»

В его честь в 1980 году была учреждена Премия Таунса.

## Публикации
- Ч. Таунс, А. Шавлов. Радиоспектроскопия. — М.: Изд-во иностр. лит., 1959.
- Ч. Таунс. Получение когерентного излучения с помощью атомов и молекул // Успехи физических наук. — Российская академия наук, 1966. — Т. 88, № 3.
- Ч. Таунс. Квантовая электроника и технический прогресс // Успехи физических наук. — Российская академия наук, 1969. — Т. 98, № 5.
- Д. Рэнк, У. Уэлч, Ч. Таунс. Молекулы и плотные облака в межзвездном пространстве // Успехи физических наук. — Российская академия наук, 1974. — Т. 112, № 2.
- Ч. Таунс. Межзвездные молекулы // Успехи физических наук. — Российская академия наук, 1979. — Т. 127, № 3.